# Liste des présidents actuels des provinces du Vanuatu
 (août 2023).
Cette page dresse la liste des présidents des conseils des 6 provinces du Vanuatu.

## Présidents des conseils provinciaux
| Province | Nom                        | Depuis (le) |
| -------- | -------------------------- | ----------- |
| Torba    | Roy Smith                  | .../2012    |
| Sanma    | Malon William              | .../2012    |
| Pénama   | ...                        | ...         |
| Malampa  | Morrison Tavtahn (intérim) | 2010/2011   |
| Shéfa    | Lami Sope                  | .../2008    |
| Taféa    | Ken Hosea                  | .../2010    |